# Pooh
Pooh est un groupe de pop rock italien, originaire de Bologne.

## Histoire

### Années 1960—2010
Le groupe est formé en 1966 à Bologne. Les membres originaux du groupe étaient Bob Gillot (claviers), Riccardo Fogli (chant et basse), Valerio Negrini (chant et percussions) et Dodi Battaglia (guitare). Au cours de l'été 1966, Roby Facchinetti (claviers) remplace Gilot et en 1971, le groupe recrute Stefano D'Orazio en remplacement de Negrini. 
En janvier 1966, le quintette Negrini-Bertoli-Goretti-Faggioli-Gillot obtient un contrat avec Vedette Records, la maison de disques d'Armando Sciascia qui, ayant perdu l'Equipe 84 à ce moment-là, est à la recherche d'un nouveau beat band. Comme il existe une formation romaine homonyme (I Jaguars) qui a déjà enregistré un 45 tours, il faut trouver un nouveau nom : celui-ci est fourni par la propre secrétaire de Sciascia, Aliki Andris, fan de l'ourson de Winnie l'ourson (un ourson stylisé figurait d'ailleurs sur les pochettes de nombreux disques vinyles jusqu'au seuil des années 1990).
En 1971, Pooh déménage chez CBS Italiana et, avec le producteur Giancarlo Lucariello, ils obtiennent leur premier grand contrat. Le single Tanta voglia di lei atteint la première place des charts en quinze jours. Il en va de même pour Pensiero, qui se vend à plus d'un million d'exemplaires. Bien que tout le monde considère qu'il s'agit d'une chanson d'amour, le titre parle d'un prisonnier. Les deux singles sont entrés dans les charts sud-américains, bondissant immédiatement au sommet, se vendant respectivement à 450 000 et 1 200 000 exemplaires en quelques mois. L'album Opera prima sort durant cette période.
Le groupe semble au bord de la rupture quand, début 1973, après d'interminables sélections tenues dans la buanderie d'un hôtel de l'Appennino tosco-emiliano à Roncobilaccio, est choisi le nouveau bassiste Red Canzian, ancien guitariste d'Osage Tribe, groupe fondé par Franco Battiato, alors en force avec Capsicum Red, qui avait deux singles et un album à son actif.
En 2009, le batteur Stefano D'Orazio quitte le groupe après la tournée d'été et est remplacé par le batteur Steve Ferrone, bien que le groupe reste officiellement un trio. À l'occasion de leur 50e anniversaire, Stefano D'Orazio et Riccardo Fogli rejoignent à nouveau le groupe qui annonce sa dissolution à la fin des derniers concerts anniversaire . Valerio Negrini décède d'un infarctus le 3 janvier 2013 alors qu'il était en vacances dans le Trentino.

### Retours
Le 6 novembre 2020, Stefano D'Orazio décède après une semaine d'hospitalisation à la suite de complications dues au Covid-19. Le 20 novembre 2022 sort la compilation Le Canzoni della nostra storia, un coffret composé de 4 CD pour un total de 72 titres, dont l'inédit Meno male, la première version de Tanta voglia di lei enregistrée en 1971 et jamais publiée auparavant.
Le 1er mai 2022, le groupe revient à l'occasion du 78e anniversaire de Facchinetti en tant qu'invité de l'émission télévisée Domenica in. Le 7 février 2023, Pooh fait son retour sur la scène musicale à l'occasion du festival de Sanremo, en interprétant un medley de ses plus grands succès contenant la chanson Uomini soli en hommage à D'Orazio et en annonçant la première date de la tournée au stade San Siro. Le 20 du même mois, ils se produisent au Teatro Lirico de Milan lors d'un événement en mémoire de Valerio Negrini.

## Membres

### Membres actuels
- Roby Facchinetti — chant, claviers, synthétiseurs (1966—2016, depuis 2023)
- Dodi Battaglia — chant, guitare (1968—2016, depuis 2023)
- Red Canzian — chant, basse, guitare, flûte douce, violoncelle, contrebasse (1973—2016, depuis 2023)
- Riccardo Fogli — chant, guitare, basse (1966-1973, 2015—2016, depuis 2023)

### Anciens membres
- Stefano D'Orazio — chant, batterie, percussion, flûte traversière (1971-2009, 2015-2016)
- Valerio Negrini (1946-2013)
- Mauro Bertoli
- Gilberto Faggioli
- Bob Gillot
- Mario Goretti

## Discographie

### Albums studio
- 1966 : Per quelli come noi
- 1968 : Contrasto
- 1969 : Memorie
- 1971 : Opera prima
- 1972 : Alessandra
- 1973 : Parsifal
- 1975 : Un po' del nostro tempo migliore
- 1975 : Forse ancora poesia
- 1976 : Poohlover
- 1977 : Rotolando respirando
- 1978 : Boomerang
- 1979 : Viva
- 1980 : Hurricane
- 1980 : ...Stop
- 1981 : Buona fortuna
- 1983 : Tropico del nord
- 1984 : Aloha
- 1985 : Asia non Asia
- 1986 : Giorni infiniti
- 1987 : Il colore dei pensieri
- 1988 : Oasi
- 1990 : Uomini soli
- 1992 : Il cielo è blu sopra le nuvole
- 1994 : Musicadentro
- 1996 : Amici per sempre
- 1999 : Un posto felice
- 2000 : Cento di queste vite
- 2002 : Pinocchio
- 2004 : Ascolta
- 2008 : Beat ReGeneration
- 2010 : Dove comincia il sole

### Albums live
- 1982 : Palasport
- 1987 : Goodbye
- 1995 : Buonanotte ai suonatori
- 2006 : Noi con voi
- 2011 : Dove comincia il sole live agosto 2011
- 2013 : Pooh Box
- 2016 : Pooh 50 - L'ultima notte insieme
- 2018 : Pooh 50 - L'ultimo abbraccio

### Compilations
- 1974 : I Pooh 1971-1974
- 1978 : I Pooh 1975-1978
- 1981 : I Pooh 1978-1981
- 1984 : I Pooh 1981-1984
- 1985 : Anthology
- 1989 : Un altro pensiero'
- 1990 : 25: la nostra storia
- 1995 : Poohbook
- 1997 : The Best of Pooh
- 1998 : Un minuto prima dell'alba
- 2001 : Best of the Best
- 2005 : La Grande festa
- 2009 : Ancora una notte insieme
- 2011 : Christmas Collection
- 2012 : Pooh Legend
- 2012 : Opera seconda
- 2013 : Love Songs (Le più grandi canzoni d'amore dei Pooh)
- 2017 : Pooh - Trilogia 1987 - 1990
- 2020 : Le canzoni della nostra storia
- 2023 : Amicixsempre 2023

### Singles
- Vieni Fuori (Keep On Runnin) \ L'uomo Di Ieri (10 février 1966)
- Bikini Beat \ Quello Che Non Sai (Rag Doll) (29 avril 1966)
- Brennero '66 \ Per Quelli Come Noi (3 octobre 1966)
- Nel Buio (I Looked In The Mirror) \ Cose Di Questo Mondo (15 avril 1967)
- In Silenzio \ Piccola Katy (2 février 1968)
- Buonanotte Penny \ Il Tempio Dell'Amore (16 octobre 1968)
- Mary Ann \ E Dopo Questa Notte (9 avril 1969)
- Goodbye Madame Butterfly \ Un Minuto Prima Dell'Alba (17 novembre 1969)
- Tanta Voglia Di Lei \ Tutto Alle Tre (28 avril 1971)
- Pensiero \ A Un Minuto Dall'Amore (28 septembre 1971)
- Noi Due Nel Mondo e Nell'Anima \ Nascerò Con Te (21 avril 1972)
- Cosa Si Può Dire Di Te \ Quando Una Lei Va Via (21 octobre 1972)
- Io e Te Per Altri Giorni \ Lettera Da Marienbad (5 juin 1973)
- Infiniti Noi \ Solo Cari Ricordi (5 septembre 1973)
- Se Sai, Se Puoi, Se Vuoi \ Inutili Memorie (20 mai 1974)
- Per Te Qualcosa Ancora \ E Vorrei (5 novembre 1974)
- Ninna Nanna \ È Bello Riaverti (25 juillet 1975)
- Linda \ Donna Davvero (21 juin 1976)
- Risveglio \ La Gabbia (23 mars 1977)
- Dammi Solo Un Minuto \ Che Ne Fai Di Te (28 septembre 1977)
- Cercami \ Giorno Per Giorno (28 avril 1978)
- Fantastic Fly \ Odissey (11 décembre 1978)
- Io Sono Vivo \ Sei Tua, Sei Mia (16 mai 1979)
- Notte a Sorpresa \ Tutto Adesso (16 novembre 1979)
- Canterò Per Te \ Stagione Di Vento (14 avril 1980)
- Chi Fermerà La Musica \ Banda Nel Vento (21 avril 1981)
- Buona Fortuna \ Lascia Che Sia (16 novembre 1981)
- Non Siamo In Pericolo \ Anni Senza Fiato (21 octobre 1982)
- Se Nasco Un'Altra Volta \ Per Chi Merita Di Più (20 juin 1986)
- Donne Italiane \ Davanti Al Mare (11 décembre 1989)
- Uomini Soli \ Concerto Per Un'Oasi (2 février 1990)
- Se Balla Da Sola (23 mars 1999)
- Dimmi Di Sì (23 juillet 1999)
- Portami Via (19 octobre 2001)
- Il Paese Dei Balocchi (25 octobre 2002)
- Capita Quando Capita (21 avril 2004)
- Ascolta (1er septembre 2004)
- Per Dimenticare Te (17 décembre 2004)
- La grande festa (18 novembre 2005)
- Cuore Azzurro (25 mai 2006)